# Terminator 3: The Redemption
Terminator 3: The Redemption est un jeu vidéo d'action-aventure développé par Paradigm Entertainment et édité par Atari Inc., sorti en 2004 sur GameCube, PlayStation 2 et Xbox.
Il est basé sur le film Terminator 3 : Le Soulèvement des machines.

## Accueil
- Jeuxvideo.com : 11/20[1]